# Hypselodoris iacula
Espèce
Hypselodoris iacula est une espèce de nudibranches de la famille des Chromodorididae.

## Répartition
Cette espèce se rencontre dans la zone tropicale occidentale de l'Océan Pacifique, des eaux indonésiennes, thaïlandaises aux eaux philippines.

## Habitat
Son habitat correspond à la zone récifale externe sur les sommets ou sur les pentes jusqu'à 30 m de profondeur.

## Description
Cette espèce peut mesurer plus de 10 cm. Le corps est allongé et de forme ovale, la jupe du manteau est étroite sauf sur la face antérieure ou elle forme un voile au-dessus de la cavité buccale. Le pied dépasse sur la partie antérieure formant une pointe. La couleur de fond du pied et du manteau est mauve avec une intensité variable d'un individu à l'autre, le corps est marqué par un maillage de lignes blanches.Il peut exister de petits points mauves foncés également. Le bord externe du manteau est très ondulé et surligné par une bande orange vif. Les rhinophores sont orange vif avec la pointe blanche opaque et le bouquet branchial sont blancs et surlignés d'orange.

## Éthologie
Cet Hypselodoris est benthique et diurne, se déplace à vue sans crainte d'être pris pour une proie de par la présence de glandes défensives réparties dans les tissus du corps.

## Alimentation
Hypselodoris iacula se nourrit principalement d'éponges.

## Classification
Le nom valide complet (avec auteur) de ce taxon est Hypselodoris iacula Gosliner (d) & R.F. Johnson (d), 1999,.

### Étymologie
Son épithète spécifique, du latin iacula, « filet de pêche », fait référence au beau motif présent sur son dos.

### Publication originale
- (en) Terrence M. Gosliner et Rebecca F. Johnson, « Phylogeny of Hypselodoris (Nudibranchia: Chromodorididae) with a review of the monophyletic clade of Indo-Pacific species, including descriptions of twelve new species », Zoological Journal of the Linnean Society, Linnean Society of London et OUP, vol. 125, no 1,‎ janvier 1999, p. 1-114 (ISSN 1096-3642 et 0024-4082, OCLC 01799617, DOI 10.1111/J.1096-3642.1999.TB00586.X, lire en ligne).